# Syafru
Syafru – gaun wikas samiti w środkowej części Nepalu w strefie Bagmati w dystrykcie Rasuwa. Według nepalskiego spisu powszechnego z 2001 roku liczył on 484 gospodarstw domowych i 2141 mieszkańców (994 kobiet i 1147 mężczyzn).